# Middlebie
Middlebie est un hameau situé dans le Dumfries and Galloway, en Écosse.